# Glasgowská botanická zahrada
Glasgowská botaniká zahrada se nachází v západní části Glasgow (Skotsko), u křížení ulic Great Western Road, Byres Road a Queen Margaret Road. Tato (zdarma) veřejnosti přístupná zahrada se skládá z několika částí. Původní zahrada byla vybudována již v roce 1817 při Glasgowské univerzitě a byla spravována Královským institutem botaniky. Zahrada sloužila hlavně jako kulturní místo určené zejména pro pořádání koncertů.
Venkovní park, slouží místním hlavně k odpočinku, neboť její součástí je prostorný anglický trávník, ale také ke studiu dřevin a venkovní flóry vůbec. Zimní zahrada prošla v roce 2006 celkovou inovací a obměnou. V investičním plánu byly opravy i dalších částí, v celkové výši 7 miliónů liber.
Ve skleníkové části lze spatřit kategoricky roztříděné rostliny z celého světa. Ve dvanácti místnostech je mimo jiné oddělení palem, pouště, bambusů a třeba begónií. Spolu s popisky jednotlivých rostlin je zde popsáno i několik živočichů, které mají spojitost s tím kterým druhem, nebo také popis vzniku uhlí, ropy atd.

## Fotogalerie

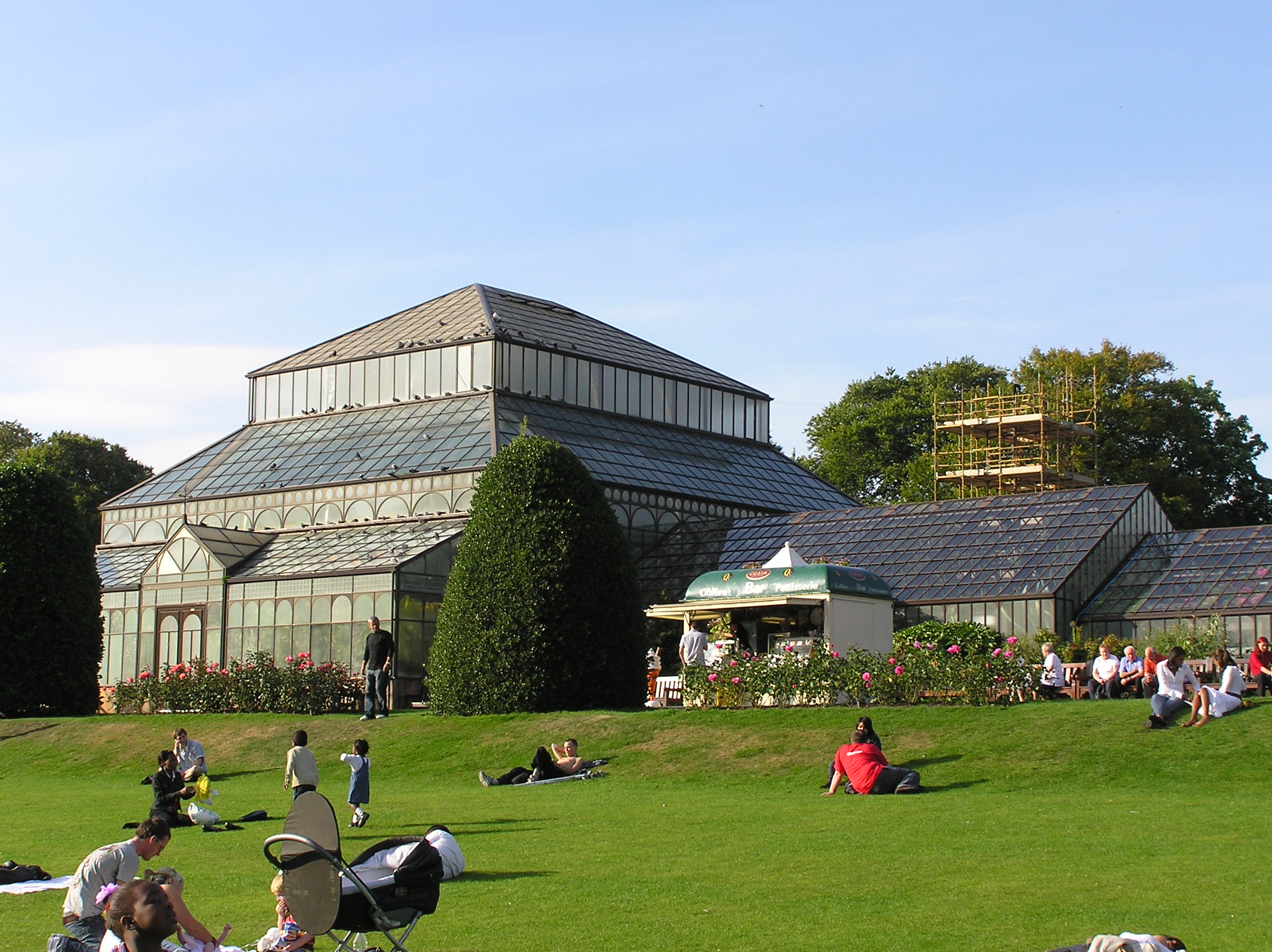
Hlavní skleník
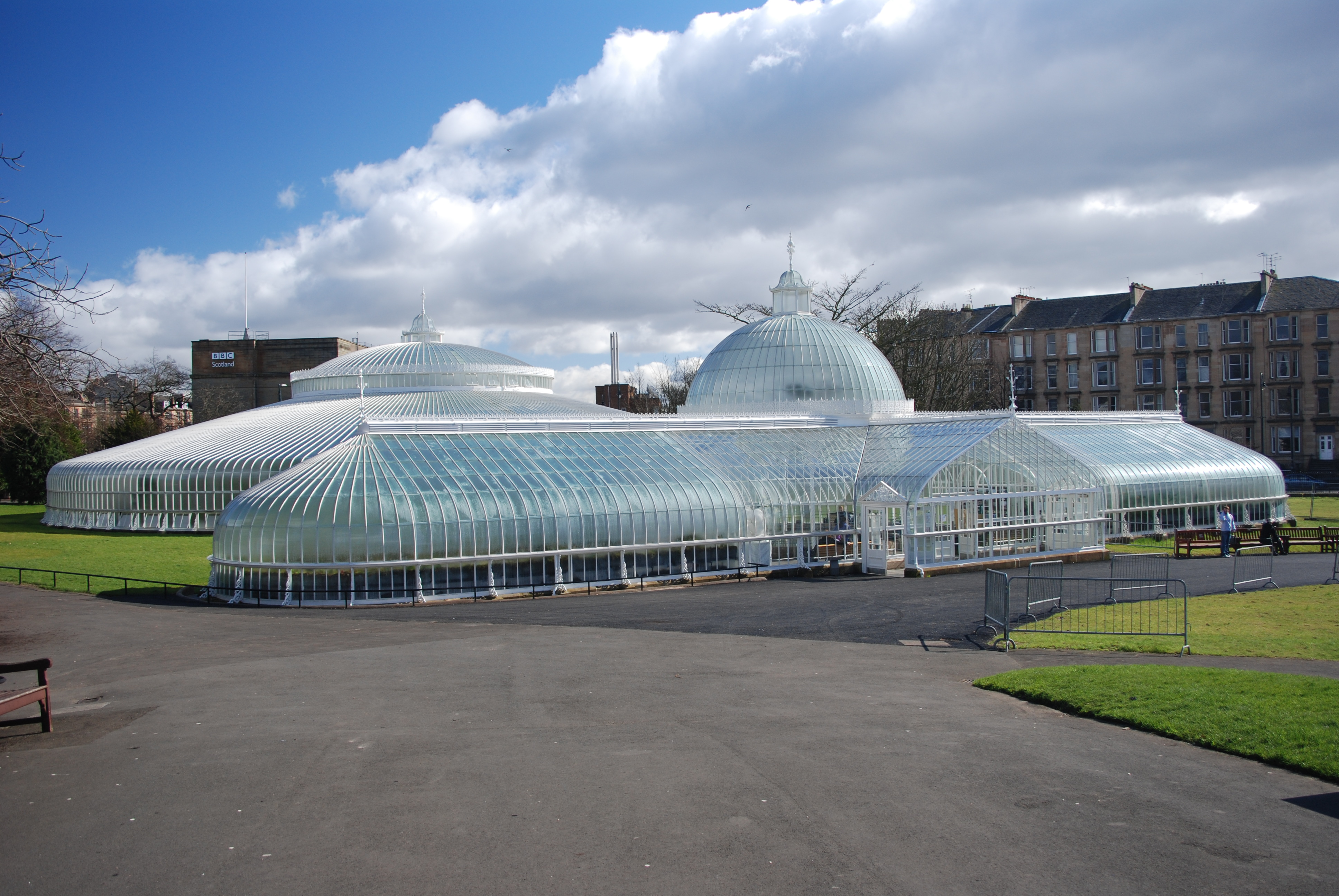
Největší ze skleníku, po rekonstrukci (2007)
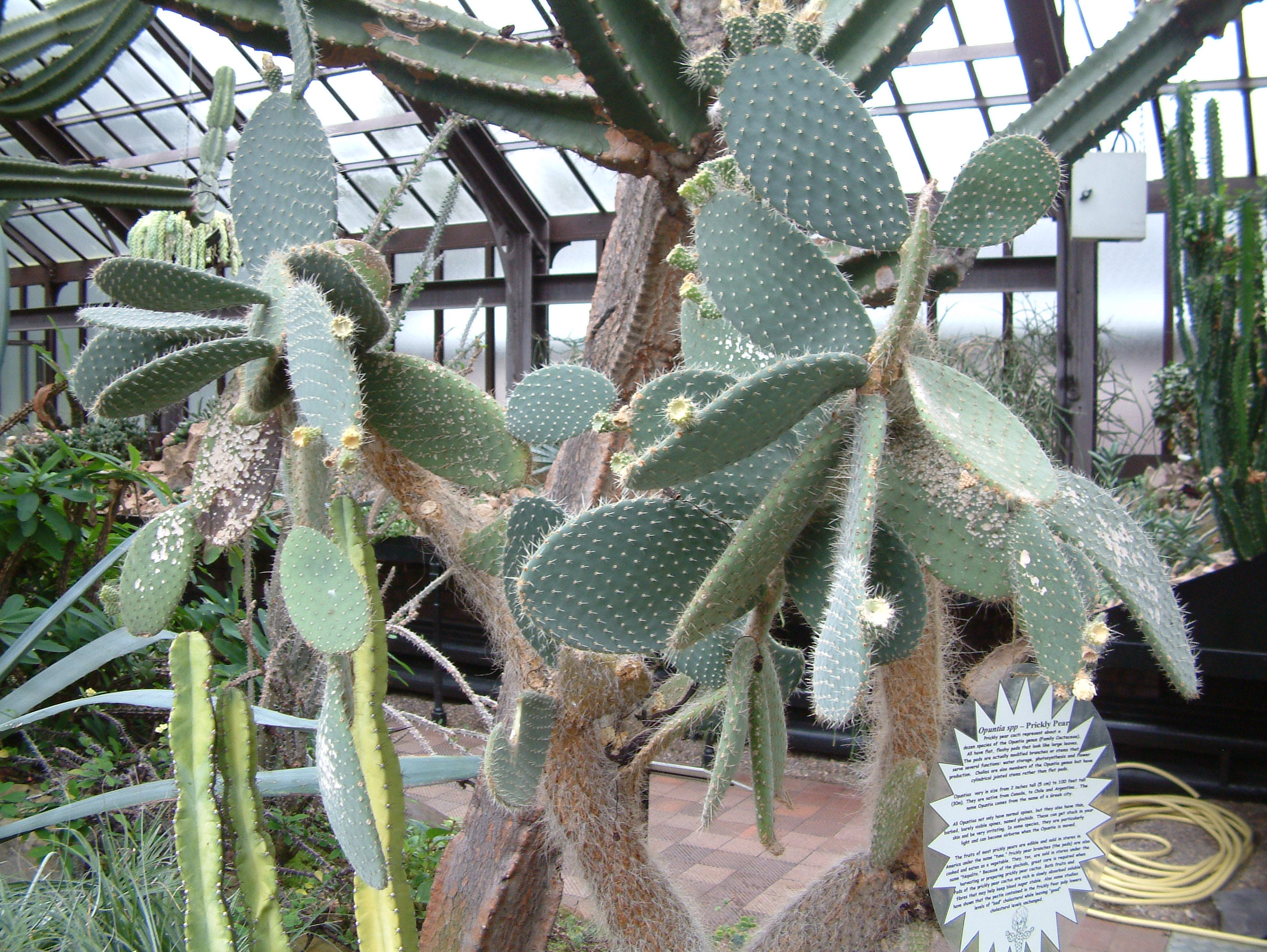
Sekce kaktusů
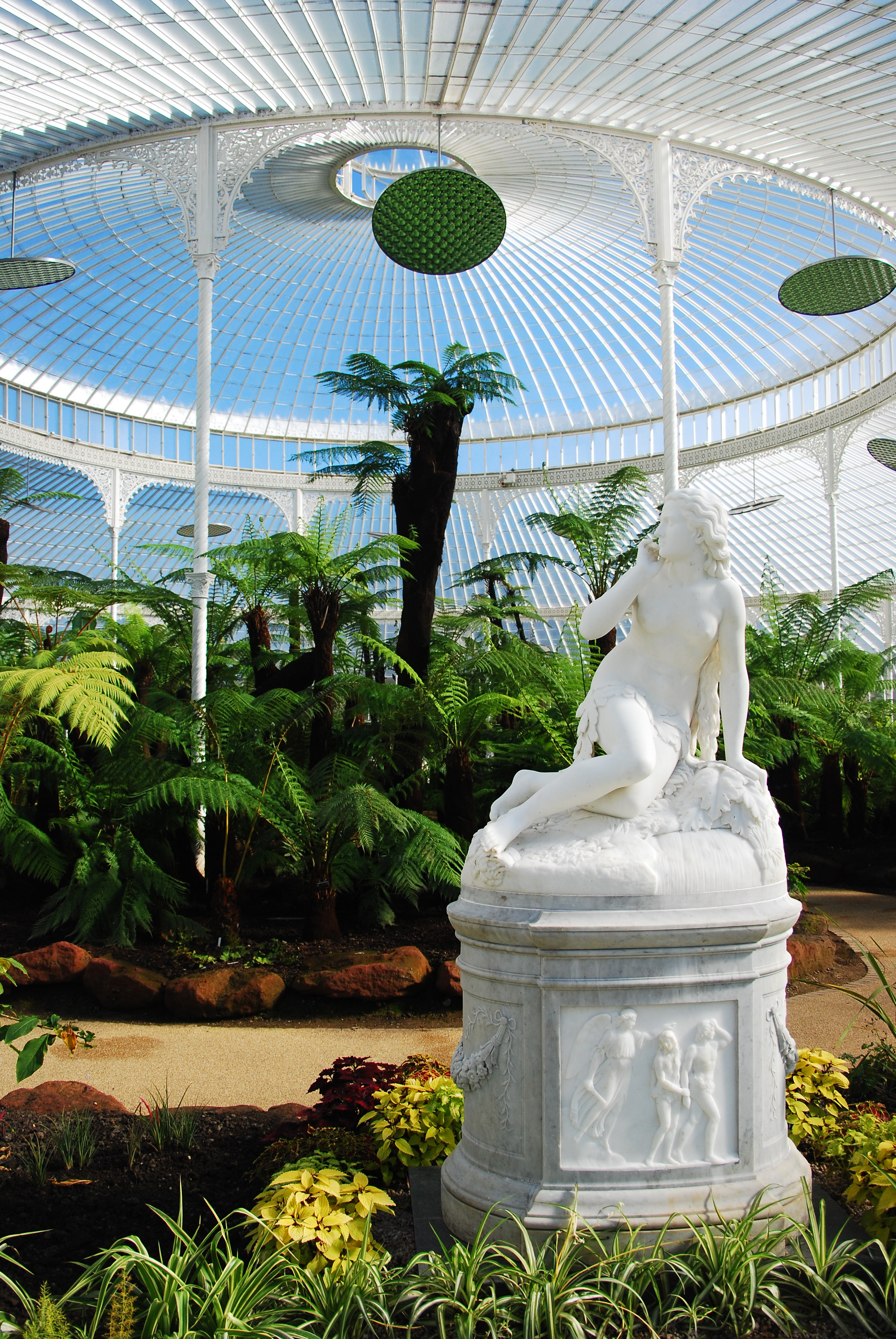
Interiér restaurovaného skleníku